# Epirus Nova
Epirus Nova, (på svenska det nyare Epirus), romersk provins. År 396 e.Kr. delades Romarriket i två delar. Den västra delen styrdes från Rom, medan den östra delen hamnade under Konstantinopel. För provinsen Epirus blev konsekvensen att den också delades, i Epirus Vetus, med Nikopolis som centrum, och i Epirus Nova som hade Durrës och Apollonia som politiska nav. I dag ligger det som var Epirus i nordvästra Grekland och södra Albanien.